# Eduard Tersch
Mons. doc. ThDr. Eduard Tersch (12. listopadu 1823, Praha – 17. srpna 1898 tamtéž) byl český římskokatolický duchovní, vyučující na teologické fakultě, kanovník a probošt Metropolitní kapituly u sv. Víta v Praze.

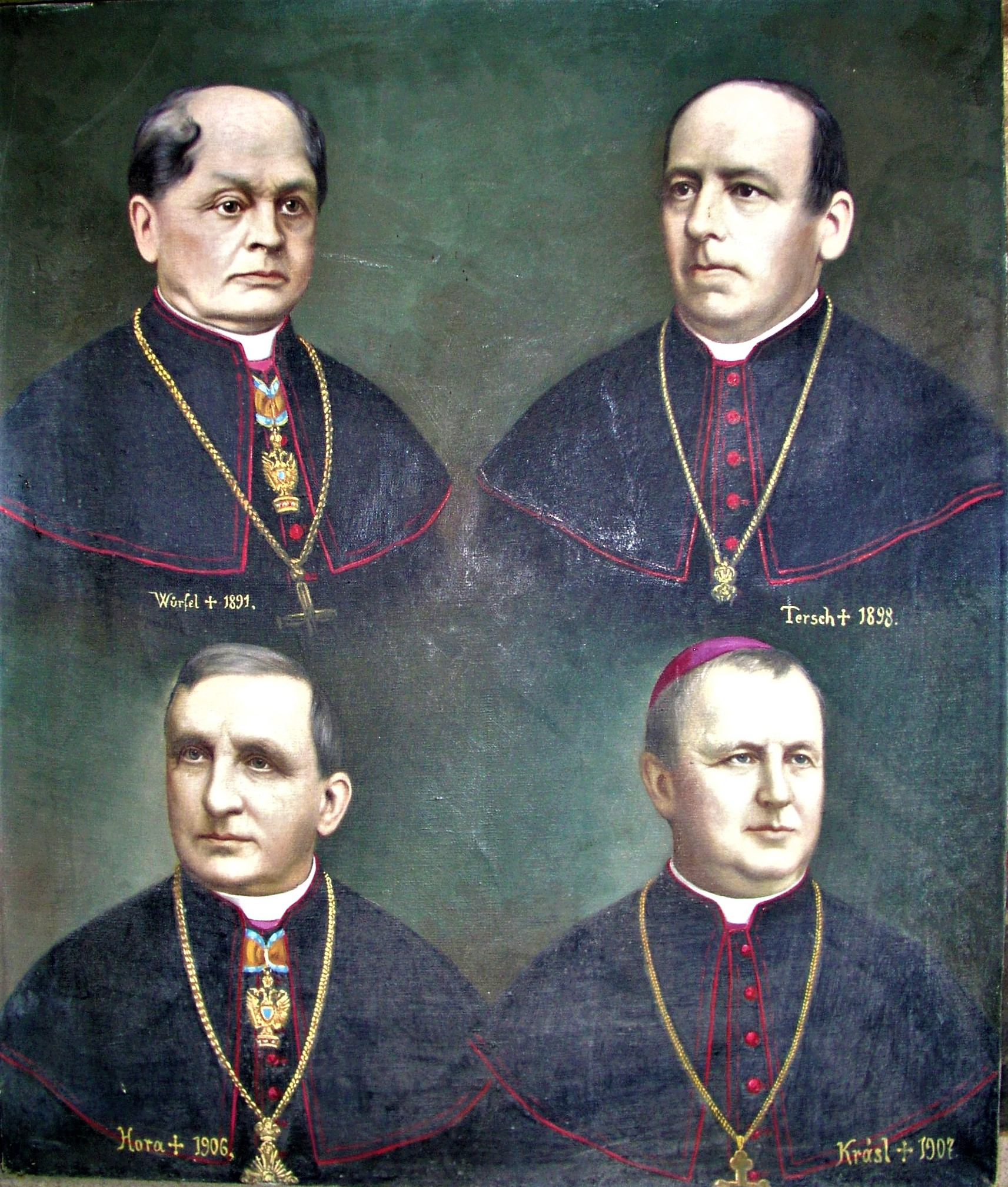
Pražští preláti Adolf Würfel, Eduard Tersch, Antonín Hora a František B. Krásl, 1907

## Život
Narodil se v Praze na Novém Městě v domě čp. 68/II jako druhé z devíti dětí pozlacovače Josefa Tersche (1784–1853), původem z Radnic u Plzně, a jeho manželky Josefy (1802–1860). Pokřtěn byl v kostele Nejsvětější Trojice ve Spálené ulici. Ve 40. letech 19. století studoval teologii na pražské univerzitě. Základní teologická studia dokončil v roce 1846 a následně pokračoval v doktorském studiu. Doktorem teologie byl promován v roce 1847 ve Vídni. Poté nastoupil jako kaplan při kostele sv. Haštala v Praze.  V běžné duchovní správě působil jen krátce. V roce 1850 byl jmenován docentem a o rok později se vrátil na teologickou fakultu, tentokráte již jako vyučující v oboru církevního práva.
V roce 1852 byl krátce redaktorem Časopisu katolického duchovenstva. Roku 1891 se stal proboštem Metropolitní kapituly u sv. Víta v Praze. Stal se známým svou dobročinností. Finančně podporoval chudé studenty a stal se také donátorem oprav několika kostelů (např. v Hostouni, nebo Volyni). V tomto ohledu nejvýznamnějším jeho počinem byl dar na výstavbu kostela Nanebevzetí Panny Marie a sv. Václava v Kralupech nad Vltavou, kterým pokryl cca 2/3 nákladů na celou stavbu. V roce 1893 byl za tento čin jmenován čestným občanem Kralup. V presbytáři tohoto kostela si také nechal připravit pro sebe hrobku a dne 27. října 1895 byl pak slavnostním kazatelem při vysvěcení tohoto kostela.
Zemřel v Praze 17. srpna 1898 a byl podle svého přání pohřben v kralupském kostele.